# Di-Wei
Di-Wei (翟魏; Dí Wèi) eller Zhai Wei var en kortlivad stat under perioden De sexton kungadömena i norra Kina. Staten existerade från år 388 till 392.
Di-Wei bildade 388 av en familj som tillhörde dinglingfolket. Di-Wei förintades 392 av staten Senare Yan.